# Chatsworth (Georgia)
Chatsworth is een plaats (city) in de Amerikaanse staat Georgia, en valt bestuurlijk gezien onder Murray County.

## Demografie
Bij de volkstelling in 2000 werd het aantal inwoners vastgesteld op 3531.
In 2006 is het aantal inwoners door het United States Census Bureau geschat op 4033, een stijging van 502 (14,2%).

## Geografie
Volgens het United States Census Bureau beslaat de plaats een oppervlakte van
12,3 km², waarvan 12,2 km² land en 0,1 km² water. Chatsworth ligt op ongeveer 251 m boven zeeniveau.

## Plaatsen in de nabije omgeving
De onderstaande figuur toont nabijgelegen plaatsen in een straal van 28 km rond Chatsworth.